# Malay-le-Petit
Malay-le-Petit es una localidad y comuna francesa situada en la región de Borgoña, departamento de Yonne, en el distrito de Sens y cantón de Sens-Sud-Est.

## Demografía
| 185 | 172 | 199 | 184 | 217 | 210 | 226 | 209 | 229 | 193 | 231 | 228 | 234 | 268 | 240 | 239 | 220 | 201 | 202 | 195 | 153 | 169 | 181 | 167 | 167 | 203 | 180 | 174 | 187 | 279 | 308 | 334 | 346 |
| Para los censos de 1962 a 1999 la población legal corresponde a la población sin duplicidades (Fuente: INSEE [Consultar]) |     |     |     |     |     |     |     |     |     |     |     |     |     |     |     |     |     |     |     |     |     |     |     |     |     |     |     |     |     |     |     |     |